# Džungarski kanat
Džungarski kanat bio je kanat u unutrašnjosti Azije porijeklom iz Ojrat Mongola.
U svom najvećem opsegu pokrivao je područje od južnog Sibira na sjeveru do današnjeg Kirgistana na jugu i od Kineskog zida na istoku do današnjeg Kazahstana na zapadu. Jezgra Džungarskog kanata danas je dio sjevernog Xinjianga, koji se također naziva Džungarija.
Oko 1620. zapadni Mongoli, poznati kao Ojrati, ujedinili su se u Džungariju. Godine 1678. Galdan je od Dalaj Lame dobio titulu Bošogtu kan, čime su Džungari postali vodeće pleme među Ojratima. Džungarski vladari koristili su titulu huntaiji, što se može prevesti kao „prijestolonasljednik”.
Između 1680. i 1688. Džungari su osvojili Tarimski bazen, koji je sada južni Xinjiang, i porazili Halha Mongole na istoku. Godine 1696. Galdan je poražen od strane dinastije Qing i izgubio je Vanjsku Mongoliju. Džungari su osvojili Tibet 1717., ali su ih Qing Kinezi protjerali godinu dana kasnije. Godine 1755. Mandžurci su iskoristili Džungarski građanski rat kako bi osvojili Džungariju i uništili Džungare kao narod. To je dovelo do Qing osvajanja Mongolije, Tibeta i nastanka Xinjianga kao političke administrativne jedinice.